# Brachystylum nigrum
Brachystylum nigrum là một loài ruồi trong họ Tachinidae.